# Hänschen im Blaubeerenwald
Hänschen im Blaubeerenwald (schwedischer Originaltitel Puttes äventyr i blåbärsskogen) ist ein Bilderbuch der schwedischen Kinderbuchautorin und Illustratorin Elsa Beskow, das im Jahr 1901 beim Verlag Bonnier Carlsen veröffentlicht wurde. Die deutsche Erstausgabe erschien 1903 beim Loewe Verlag.

## Inhalt
Hänschen geht mit zwei Körben in den Wald, um für den Geburtstag seiner Mutter blaue und rote Beeren zu pflücken. Doch er findet keine, setzt sich auf einen Baumstumpf und weint. Da erscheint plötzlich ein kleines Männlein, das sich als Blaubeerenkönig vorstellt und Hänschen verspricht, ihn zu den schönsten Beeren in seinem Reich zu führen. Mittels Zauberstab schrumpft Hänschen zum Däumling und gemeinsam mit dem Beerenkönig marschieren die beiden zum Blaubeerenwald, wo die herrlichsten Beeren – für Hänschen nun groß wie Äpfel – wachsen. Sieben Blaubeerenknaben helfen daraufhin Hänschen, seinen Korb zu füllen. Auf seine Frage nach roten Beeren schickt der Blaubeerenkönig den kleinen Hans und einige der Knaben zum Preiselbeermütterchen. Deren Töchter helfen Hänschen, Preiselbeeren zu pflücken und so seinen zweiten Korb zu füllen. Nach getaner Arbeit wird noch gespielt und geschmaust, ehe es auf einem von Mäusen gezogenen Wagen zurück zum Blaubeerenkönig geht. Zwar bitten die Knaben Hans, bei ihnen zu bleiben, aber der möchte lieber zurück zu seiner Mutter und so befiehlt der König den Mäusen, Hänschen heim zu bringen. Auf dem Baumstumpf wacht der Knabe schließlich auf, so groß wie zuvor. Es scheint ihm, als hätte er lediglich geträumt, doch zu seinen Füßen stehen die zwei prall gefüllten Körbe mit roten und blauen Beeren. Diese schenkt er am nächsten Tag gemeinsam mit einer Geburtstagskarte seiner Mutter, die sich sehr über das Präsent ihres Sohnes freut.

## Rezeption
Im Jahre 1908 schwärmte ein Rezensent der deutschen Ausgabe:

„Geradezu herrlich aber ist Elsa Beskow's neues Bilderbuch: ‚Hänschen im Blaubeerenwald‘, die Reime sind von Karsten Brandt. Ich habe das Büchlein in einem Zuge gelesen und beschaut und mir wurde gar wohlig zu Mute. Diese reizende Mär wird zum Entzücken aller Kinder werden.“

Charlotte Celsing schreibt in ihrer Rezension: „Elsa Beskow gilt als erste Autorin, die schwedische Kinderbücher international bekannt gemacht hat. Hänschen im Blaubeerenwald war eines der beliebtesten unter ihren frühen Büchern … Beskow-Bücher erkennt man an den unverwechselbaren Illustrationen zum gereimten Text. Auch nach mehr als einem Jahrhundert ist die Geschichte alles andere als muffig oder langweilig. Sie wurde in 14 Sprachen übersetzt.“ Margaret Maxwell schreibt im School Library Journal anlässlich einer englischsprachigen Neuauflage mit dem Titel Peter’s Adventures in Blueberry Land aus dem Jahr 1975: „Das Buch stellt ein bezauberndes Bild einer altmodischen Fantasiewelt dar, und die Kinder, die Beskows andere Bücher lieben, werden die wehmütige Nostalgie hier mögen; andere werden es eher langweilig finden.“

## Referenzen
Hänschen im Blaubeerenwald ist in dem literarischen Nachschlagewerk 1001 Kinder- und Jugendbücher – Lies uns, bevor Du erwachsen bist! für die Altersstufe 3+ Jahre enthalten.
Das Buch ist außerdem in der Anthologie 1,000 Good Books for Children (1914) des United States Bureau of Education enthalten.

## Ausgaben
- Puttes äventyr i blåbärsskogen. Bonnier Carlsen, Schweden 1901 (schwedisch).
- Hänschen im Blaubeerenwald. Ein neues Bilderbuch mit sechzehn Bildern. Loewes Verlag Ferdinand Carl, Stuttgart 1903 (schwedisch: Puttes äventyr i blåbärsskogen. Übersetzt von Karsten Brandt).[2]
- Peter's Adventures in Blueberry Land. Doubleday, 1975, ISBN 0-440-04434-0 (englisch).
- Lasse im Blaubeerland. Freies Geistesleben & Urachhaus, 2008, ISBN 978-3-8251-7676-1.